# Стратотип

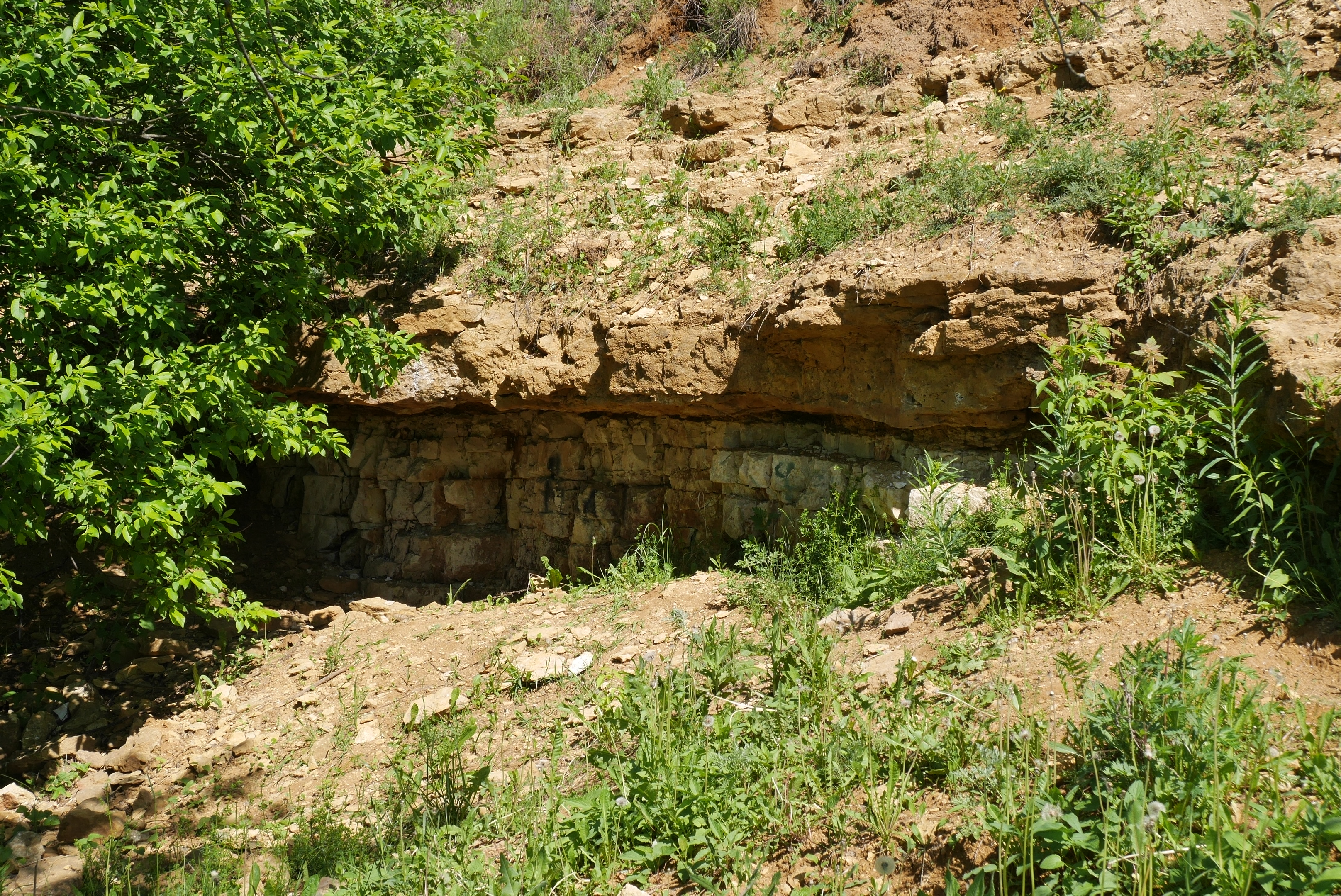
Стратотип гжельского яруса каменноугольной системы, село Гжель Московской области

Стратотип (англ. stratotype) — конкретный единый или составной разрез, указанный и описанный в качестве эталонного. Как правило, стратотипы являются геологическими памятниками природы.

## Категории
- Стратотип стратиграфического подразделения — единый разрез либо совокупность разрезов в пределах типовой местности, обеспечивающих единообразие в понимании объёма, характеристики и границ стратона, доступный для изучения. В случае плохой обнажённости выделение стратотипа возможно по керну скважин или каротажным данным. Стратотип самого высокого уровня называется голостратотипом, также выделяются лектостратотипы, неостратотипы, парастратотипы и гипостратотипы[1].
- Стратотип стратиграфической границы (лимитотип) — разрез, в котором фиксируется положение подошвы стратона[1].

## Стратотипы России
- Обнажение верхнеюрских отложений по правому берегу Куйбышевского водохранилища — стратотип юрских и меловых отложений
- Унда (геологический памятник) — стратотипы ундино-даинской серии верхней юры — тергенской, глушковской и чалунихинской свит
- Окуловское обнажение — стратотип бывшего татарского яруса перми. Сейчас название татарский отнесено к верхнему отделу пермской системы, в котором выделяют северодвинский и вятский ярусы[4].
- Курмаин (гора) — стратотип сакмарского яруса перми.
- Гжельский разрез — стратотип речицкого горизонта гжельского яруса
- Колпаки (гора) — стратотип колпаковской свиты ордовика[5]
- Шунут — опорный геологический разрез шунутской свиты ордовика[6]

## Стратотипы в Крыму
- Чокракское озеро — чокракского региоряуса неогена
- Карангат — карангатский горизонт верхнего плейстоцена